# Costas M. Soukoulis

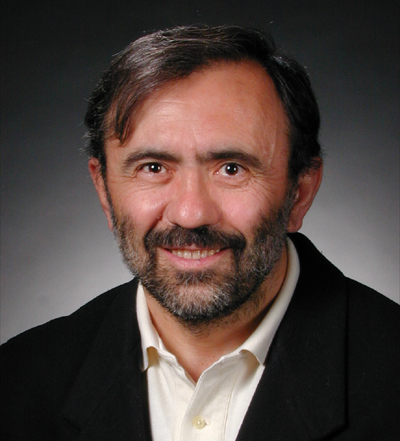
Costas M. Soukoulis

Costas M. Soukoulis (* als Agios Ioannis Corinthias, 15. Januar 1951 in Athen; † 14. März 2024 in Ames (Iowa)) war ein griechisch-US-amerikanischer Physiker, der sich mit theoretischer Festkörperphysik und neuartigen optischen Materialien befasste.

## Leben
Soukoulis erwarb 1974 seinen Bachelor-Abschluss an der Universität Athen und 1975 seinen Master-Abschluss an der University of Chicago, an der er 1978 promoviert wurde. Danach war er am Enrico-Fermi-Institut der Universität Chicago und 1981 bis 1984 bei Exxon Research. 1984 wurde er Assistant Professor an der Iowa State University und war 1986/87 Gastprofessor an der Universität Kreta. 1986 wurde er Associate Professor und 1990 Professor an der Iowa State University (am Ames Laboratory). Seit 2007 war er dort Frances M. Craig Professor und außerdem hatte er den Rang eines Distinguished Professor.
Er befasste sich mit ungeordneten Systemen in der Festkörperphysik (Spingläser, Random Magnets, Effekt von Unordnung in nichtlinearen Systemen, elektronische Eigenschaften und Transport in amorphen Halbleitern), speziell der Lokalisierung in elektronischen und photonischen Systemen, Zufallsfeldern (Random Fields) und Random Laser und Wellenausbreitung in ungeordneten Medien, photonischen Kristallen, photonischen Bandlücken und Supraleitung sowie neuartigen, künstlich hergestellten optischen Materialien (sogenannte Metamaterialien wie linkshändige Materialien). Er arbeitete überwiegend theoretisch, hielt aber mehrere Patente.
2009 zeigte er, dass Metamaterialien einen abstoßenden Casimir-Effekt bewirken können.
Für 2014 erhielt er den Max Born Award, 2013 den James McGroddy Prize für neue Materialien der APS und 2005 den Descartes-Preis mit dem Excel-Team. 1991 erhielt er den Humboldt-Forschungspreis, mit dem er an der Universität Karlsruhe war (und 2002 nochmals). 1991 wurde er Fellow der American Physical Society (APS), 2002 der Optical Society of America und 2002 der American Association for the Advancement of Science. 2011 wurde er Ehrendoktor der Freien Universität Brüssel.
2008 bis 2011 war er Herausgeber von Optics Letters und er ist seit 2012  im Herausgebergremium von Physical Review Letters und von Photonic Nanostructures.

## Schriften
- mit Peter Markos: Wave propagation: from electrons to photonic crystals and left-handed materials, Princeton University Press 2008
- Herausgeber: Photonic Band Gaps and Localization, Kluwer 1993
- Herausgeber: Photonic Band Gap Materials, Kluwer 1996
- Herausgeber: Photonic Crystals and Light Localization in the 21th century, Kluwer 2001